# Pietrzwałd (wieś w województwie pomorskim)
Pietrzwałd (dawniej: niem. Peterswalde) – wieś sołecka w Polsce położona w województwie pomorskim, w powiecie sztumskim, w gminie Sztum.

## Historia
Wieś powstała w latach 80. XIII wieku, poprzez wykarczowanie lasu. W XIV wieku powstał tam gotycki kościół Świętej Trójcy. W 1470 powiększono go na drewniano-murowany, a po wojnach ze Szwedami w XVII wieku przebudowano. W II połowie XVIII wieku zbudowano kościół w stylu barokowym z wieżą pod wezwaniem Trzech Króli. W 1888 została rozebrana drewniana wieża. W II połowie XIX wieku wieś liczyła czterystu kilkudziesięciu mieszkańców, jednak już w początkach XX wieku - około 330. Katolików było wówczas kilkakrotnie więcej niż ewangelików. W latach 1921–1922 kościół ponownie został przebudowany. Budynek jest halowy, z wieżą frontową i wypełnionym blendami szczytem wschodnim.
W latach 1945–1975 miejscowość administracyjnie należała do województwa gdańskiego, a w latach 1975–1998 do województwa elbląskiego. 
Pietrzwałd liczy obecnie ponad 100 mieszkańców. 

## Turystyka
Wieś położona jest na Rowerowym Szlaku Zamków Gotyckich. Znajduje się tutaj park z końca XIX wieku, punkt wypoczynkowy, a także plac zabaw.